# ريم حنا
ريم حنا كاتبة سيناريو، بدأت أولى تجاربها مع التلفزيون عام 1993 مع مسلسل أحلام مؤجلة وتعتبر من أهم الكتاب في الدراما السورية. تنحدر ريم من عائلة «حنا» الفنية من قرية الرامة في عكا فلسطين، هُجِرت عائلتها إلى سوريا إثر النكبة في العام 1948، ابنة عمها الكاتبة أمل حنا وأخوها الممثل والمخرج الشاب رامي حنا وابن عمها الفنان الراحل يوسف حنا ووالدها الشاعر نقولا حنا.

## أعمالها
| عنوان العمل         | طبيعة العمل وتاريخ الإنتاج |                    |
| ------------------- | -------------------------- | ------------------ |
| الكاتب              | مسلسل 2019                 | مؤلفة              |
| امرأة كالقمر        | خماسية (أهل الغرام)2017    | مؤلفة              |
| 24 قيراط            | مسلسل 2015                 | مؤلفة              |
| لعبة الموت          | مسلسل 2013                 | مؤلفة              |
| ذاكرة الجسد         | مسلسل 2010                 | سيناريو وحوار      |
| رسائل الحب والحرب   | مسلسل 2007                 | مؤلفة              |
| ذكريات الزمن القادم | مسلسل 2003                 | قصة وسيناريو وحوار |
| الفصول الأربعة ج2   | مسلسل 2002                 | مؤلفة              |
| سحر الشرق           | مسلسل 2001                 | مؤلفة              |
| مذكرات عائلة        | مسلسل 2000                 | مؤلفة              |
| الفصول الأربعة ج1   | مسلسل 1999                 | مؤلفة              |
| أحلام مؤجلة         | مسلسل 1992                 | مؤلفة              |

## وصلات خارجية
- لقاء مع ريم حنا في برنامج «بلا قيود» على قناة BBC